# 樺山久高
樺山 久高（かばやま ひさたか）は、戦国時代から江戸時代初期にかけての武将。島津氏の家臣。樺山忠助の次男。樺山善久の孫。
武芸だけでなく、和歌や蹴鞠にも造詣の深い教養人であったといわれている。

## 生涯
永禄3年（1560年）、島津家の家臣・樺山忠助の子として誕生。樺山氏は島津氏の一族で、久高はその13代目の当主である。
当初、島津氏重臣・大野忠宗の婿養子となり大野七郎忠高と称した。天正4年（1576年）の高原城攻めや、天正12年（1584年）の沖田畷の戦いに従軍、天正13年（1585年）の堅志田城攻めでは敵2人を討ち取り、天正14年（1586年）の勝尾城攻めでは敵と組打ちし、手負いとなりながらも討ち取っている。同年の岩屋城攻めでは一番首の功名をなした。また同年、島津義弘の陣に属して豊後国入りし、犬童頼安・犬童頼兄と共に坂無城の番を仰せつかった。
天正14年（1586年）、豊臣秀吉の九州征伐の際、肥後国の豪族が離反し坂無城へ攻め寄せようとすると、新納忠元・伊集院久春と共に敵陣を破り、敵100名を討ち取って無事に薩摩国への帰国を果たした。島津氏が秀吉に降伏した後は、小田原征伐に向かう義弘の次男・島津久保の供をした。
天正19年（1591年）4月27日、義父の忠宗が島津義久の命により誅殺される（理由は不詳）と、これに伴い忠高も加世田に蟄居した（後に蟄居先は谷山に）。しかし、義弘より文禄の役へ参戦する久保の供をするよう命が降り、離婚して樺山姓に復すと樺山権左衛門久高と改名し、200石を加増され家老に任じられた。
文禄2年（1593年）、久保が病死すると一時帰国するも、再び朝鮮へ渡海し泗川の戦いや李氏朝鮮の武将・李舜臣の水軍を破るなど（露梁海戦）、甥の樺山忠正と共に功をなした。帰国後の慶長4年（1599年）6月、甥の忠正が嗣子無く伏見にて病死すると、久高が樺山氏を継ぎ、島津忠恒（家久）の代にも家老として重用された。慶長12年（1607年）に出水の地頭に任じられる。慶長14年（1609年）の琉球侵攻においても、首里城を落とすなどの武功を立てて、島津氏の琉球支配に貢献した。寛永5年（1628年）に伊作（現・鹿児島県日置郡吹上町）の地頭となり、同年出家し「玄屑」と号した。しかし、領地の加増を訴えるも主君・家久には無視され、跡取りの息子にも先立たれて失意の晩年を送った。
寛永11年（1634年）、病死。享年75。墓所は鹿児島県日置市、多宝寺。